# Ociemny
Ociemny, Ociemny Potok – potok, lewostronny dopływ Dunajca. Jego zlewnia znajduje się w Krościenku nad Dunajcem w województwie małopolskim, w powiecie nowotarskim, gminie Krościenko nad Dunajcem.
Potok spływa doliną Pod Ociemne w Pieninach w północno-wschodnim kierunku i uchodzi do Dunajca na wysokości 420 m. Ma długość ok. 1 km i spadek 160 m. W całości znajduje się w granicach Krościenka nad Dunajcem, w województwie małopolskim, w powiecie nowotarskim.
Przez Ociemny Potok przechodzi droga z centrum Krościenka dochodząca do skały Zawiesy, oraz szlak turystyczny na przełęcz Sosnów i dalej na Sokolicę. Przy szlaku tym, tuż za potokiem znajduje się kapliczka św. Kingi. W 2019 r. w dolinie Ociemnego Potoku znaleziono rzadki w Polsce i podlegający ochronie gatunek grzyba – piestrzenicę wzniesioną, a przy ujściu równie rzadką czubniczkę cuchnącą.